# Nikos Filaretos
Nikos Filaretos (ur. 1925, zm. 27 sierpnia 2007 w Atenach) – grecki działacz światowego ruchu olimpijskiego, od 2006 r., był członkiem honorowym Międzynarodowego Komitetu Olimpijskiego (MKOl) 
W latach 1974–1985 piastował funkcję sekretarza generalnego Greckiego Komitetu Olimpijskiego, a w latach 1986–1992 i 1997–2005 był kierownikiem Międzynarodowej Akademii Olimpijskiej. W strukturach MKOl działał między innymi jako wiceprzewodniczący komisji kultury, pod przewodnictwem Włodzimierza Reczeka, oraz udzielał się w komisjach prasowej i edukacji olimpijskiej, a także komisji  programowej MKOl. 
Do momentu śmierci był członkiem komitetu wykonawczego Greckiego Komitetu Olimpijskiego.